# Francisco Ferreira do Amaral
Francisco Joaquim Ferreira do Amaral (Santa Catarina, Lisboa, 11 de junho de 1843 — Mercês, Lisboa, 11 de agosto de 1923), mais conhecido por Francisco Ferreira do Amaral ou apenas por Ferreira do Amaral, foi um militar (vice-almirante) português, administrador colonial e político da última fase da monarquia constitucional portuguesa.

## Biografia
Era filho de Maria Helena de Albuquerque e do governador de Macau João Maria Ferreira do Amaral. Em 1879, de setembro a dezembro foi governador de São Tomé e Príncipe. De 1882 a 1886, foi governador-geral de Angola. Neste ano foi indigitado para o cargo de governador da Índia, mas não chegou a tomar posse.
De 17 de janeiro de 1892 a 23 de fevereiro de 1893, exerceu o cargo de ministro da Marinha e do Ultramar, no governo de José Dias Ferreira, que acumulou, a partir de 23 de dezembro, com o de ministro dos Negócios Estrangeiros. Em 1905, conseguiu evitar a revolta no Vasco da Gama.
De 4 de fevereiro a 26 de dezembro de 1908 exerceu as funções de presidente do Conselho de Ministros (cargo equivalente ao de primeiro-ministro atual) num governo suprapartidário, denominado governo da acalmação, nomeado pelo rei D. Manuel II, na sequência do regicídio que custara a vida a D. Carlos I e seu filho Luís Filipe.
Após a sua saída do Governo, em dezembro de 1908, frequentou círculos republicanos, tendo mesmo aderido ao Partido Democrático de Afonso Costa, o que lhe  valeu ser muito criticado pelos monárquicos, que o apelidavam, frequentemente, como, por exemplo no diário do 4.º Conde de Mafra, Dr. Tomás de Melo Breyner, de Makavenko, por pertencer ao grupo dos Makavenkos, constituído por boémios, gente de esquerda e republicanos.
Foi pai do oficial do Exército e comandante da Polícia Cívica de Lisboa, coronel João Maria Ferreira do Amaral.
Faleceu a 11 de agosto de 1923, na freguesia das Mercês em Lisboa, com 80 anos, vítima de caquexia senil. Foi sepultado no Cemitério dos Prazeres.
1. 1 2  «Livro de registo de óbitos 1923-07-07/1923-12-02». p. 62, assento 724